# Шелепницький Юрій Григорович
Ю́рій Григо́рович Шелепницький (нар. 18 січня 1965 року, Лужани, Кіцманський район, Чернівецька область) — український футболіст, півзахисник та захисник. Перший капітан збірної України. Майстер спорту України та СРСР (1989).

## Біографія

### Кар'єра
У футбол починав грати в 1983 році в чернівецькій «Буковині» у другій союзній лізі, а в сезоні 1988 став з чернівецькою командою переможцем чемпіонату УРСР. Після чого був запрошений до одеського «Чорноморця», в складі якого провів більше 80 матчів у вищій лізі чемпіонату СРСР і чемпіонату України. Також в складі одеського клубу ставав першим володарем Кубка України. За «Буковину» в цілому провів більше 350-ти ігор, а за «Чорноморець» понад 100 офіційних матчів.
Провів понад 150-ти ігор в чемпіонаті Туреччини, виступаючи за такі клуби, як: «Трабзонспор», «Алтай» і «Денізліспор». З першими ставав бронзовим призером чемпіонату Туреччини. У єврокубках зіграв 10 матчів, забив 1 гол (6 ігор в складі «Трабзонспора» і 4 (1) в «Чорноморці»). Остання його офіційна гра відбулася 8 листопада 2003 року в складі рідної «Буковини». Всього за свою 20-річну кар'єру гравця зіграв понад 640 офіційних матчів, забив понад 40 голів.
Двічі отримував запрошення від головних наставників київського «Динамо», як в радянський період Валерія Лобановського, так і за часів Йожефа Сабо. В обох випадках відповів відмовою: Першому відмовив у зв'язку з тим, що не бачив для себе місця в складі, через високу конкуренцію в лінії півзахисту. А їхати до Києва, щоб просто сидіти на лавці запасних - не хотів; Другому відповів відмовою, тому що вважав, що на той момент чемпіонат Туреччини значно перевищував чемпіонат України і він отримав безцінний спортивний досвід. Хоча як сам зазначив Шелепницький в фінансовому плані, можливо, він і програв.

#### В збірній
За збірну Україну зіграв 1 матч. Дебют 29 квітня 1992 року в товариському матчі зі збірною Угорщини. Це був перший матч в історії збірної України. Вивів команду як капітан, таким чином увійшовши в історію як перший капітан в історії збірної Україні.
|  | Юра! ти - найсильніший в країні опорний півзахисник, тому будеш грати в Ужгороді за національну команду |

|  | Безпосередньо перед матчем з угорцями Прокопенко дав установку, а потім порадився з командою з приводу кандидатури капітана. Спочатку цю почесну місію запропонував Никифорову (капітану «Чорноморця»): «Юра, будеш капітаном збірної». Той скривився і відповів відмовою: «А чому я? Клуб - це одна справа, збірна - зовсім інше». «Хлопці запитали, чи я готовий? (я був віце-капітаном «Чорноморця») - Немає проблем, відповідаю я. Так і отримав пов'язку». |

Через бажання укласти контракт з турецьким Трабзонспором не поїхав зі збірною України в американське турне, через що виник конфлікт з Федерацією футболу України. Надалі в збірну не викликався.
|  | Згодом Базилевич хотів мене викликати в збірну, і Павлов також... Чому цього не зробили - не знаю. У збірній панувала страшна фінансова проблема. Федерація була не взмозі навіть оплатити футболістові квиток з клубу в збірну. Можливо тому... |

### Тренерська кар'єра
Чотири роки працював головним тренером у рідній «Буковині». З 2015 по 2016 рік тренер аматорського футбольного клубу «Маяк» (с. Великий Кучурів). Нині тренер ДЮСШ «Буковина».

### Освіта
Закінчив географічний факультет Чернівецького університету ім. Юрія Федьковича.

## Виступ за збірну
| #   | Дата       | Стадіон             | Суперники          | Рахунок | Турнір           |         |
| --- | ---------- | ------------------- | ------------------ | ------- | ---------------- | ------- |
| 01. | 29.04.1992 | «Авангард», Ужгород | Україна — Угорщина | 1-3     | Товариський матч | Капітан |

## Досягнення

### Гравця
- Переможець Чемпіонату УРСР (1) : 1988
- Володар Кубка Федерації футболу СРСР (1): 1990
- Володар Кубка України (1): 1992
- Бронзовий призер Чемпіонату Туреччини (1): 1993
- Фіналіст Суперкубка Туреччини (1): 1993
- Переможець Другої ліги України (1) : 2000

### Тренера
- Володар кубка Чернівецької області з футболу (1): 2015
- Срібний призер чемпіонату Чернівецької області з футболу (1): 2015
- Фіналіст Суперкубка Чернівецької області (1): 2015.